# Mico Asen
Mico Asen (bułg.: Мицо Асен) – car bułgarski w latach 1256 – 1257.

## Życie
Jego pochodzenie nie jest znane, podobnie jak imię. Przekazane przez źródła zdrobnienie Mico może pochodzić od imienia Dymitr. Mico poślubił córkę Iwana Asena II, Marię, co pozwala się domyślać wysokiej pozycji społecznej. Małżeństwo z córką carską w dramatycznych okolicznościach 1256 roku miało stanowić tytuł jego pretensji do tronu Asenowiczów. Imię Asen przyjął, podobnie jak jego następca, po wstąpieniu na tron dla podkreślenia swych związków z dynastią władców Bułgarii.
Wydarzeniami, które bezpośrednio doprowadziły do objęcia władzy w państwie przez Mica były niepowodzenia Michała I Asena w wojnie z Cesarstwem Nicejskim i zawarty w Regina (Erkene w Tracji) w drugiej połowie 1256 roku niekorzystny dla Bułgarii traktat pokojowy. Niezadowolenie bojarów doprowadziło do spisku na czele którego stanął Koloman, brat stryjeczny cara i do zamordowania Michała I Asena. Po zabójstwie cara Koloman ogłosił się carem poślubiając wdowę po zamordowanym, córkę Rościsława, bana Maczwy, Marię. Rościsław wystąpił jednak przeciw Kolomanowi II. Nadciągnął na czele swego wojska spod Belgradu pod Tyrnowo. Koloman II zbiegł, a władzę w stolicy przejął Mico. Rościsław nie zdołał opanować Tyrnowa i wraz z córką powrócił do swoich ziem. W drodze powrotnej oderwał od Bułgarii Widyń i tam ogłosił się carem bułgarskim. Koloman II opuszczony przez swych stronników został zamordowany.
Związki z dynastią panującą okazały się dla nowego cara niewystarczające w walce o utrzymanie władzy. W 1257 roku bojarzy tyrnowscy poparli Konstantyna Ticha, wielkiego bojara ze Skopje, wnuka po kądzieli króla serbskiego Stefana Nemanji. Mico ustąpił z Tyrnowa opanowując południową Bułgarię, która nie uznała władzy nowego cara. Po długotrwałych walkach Konstantyn Tich wyparł Mica z zajętych terytoriów. Pokonany car schronił się na dworze bizantyńskim. Uciekając do Bizancjum przekazał w ręce cesarza Michała VIII portowe miasta bułgarskie: Messembria i Anchialos. Cesarz przyznał byłemu carowi ziemię w Troadzie.
Wydaje się, że Mico żył jeszcze, gdy w 1279 roku przy pomocy ekspedycji bizantynskiej był osadzany na tronie jego syn Iwan Asen III.

## Związki rodzinne
Z żoną Marią Mico miał dwoje dzieci:
- Iwana Asena III cara Bułgarii w latach 1279-1280
- Kermarię, która została wydana za przyszłego cara Jerzego I Tertera[4].